# (383) Janina
(383) Janina es un asteroide perteneciente al cinturón de asteroides descubierto el 29 de enero de 1894 por Auguste Honoré Charlois desde el observatorio de Niza, Francia.
Se desconoce la razón del nombre.
Forma parte de la familia asteroidal de Temis.